# 임성구지
임성구지(林性仇之, ? - ?)는 조선 초기의 인물로, 간성의 한 예이다.
길주(吉州) 사람으로, 남자와 결혼한 동시에 여자와 결혼하였는데, 1548년 조선 조정에서 그가 사회를 문란하게 한다고 여기고 사방지의 예를 참고하여 외진 곳으로 보냈다. 사간원에서 그를 사형에 처해야 한다고 주장했지만, 명종은 유배만으로도 충분하다고 여겨 허락하지 않았다.

## 같이 보기
- 중성
- 사방지
- 캐스터 세메냐